# Cabo San Antonio (Schiff)
Die Cabo San Antonio (Kennung Q-42) war ein 1968 gebautes Panzerlandungsschiff der argentinischen Marine, das sie 1978 bei der abgebrochenen Eroberung des Beagle-Kanals und 1982 im Falklandkrieg einsetzte. Das Schiff wurde 1997 abgewrackt.

## Geschichte
Mit der Ausmusterung mehrerer ehemals US-amerikanischer Panzerlandungsschiffe benötigte die argentinische Marine Ende der 1960er Jahre Ersatz. Auf Basis der US-amerikanischen De Soto County-Klasse – abweichend ausgestattet mit geänderter Bewaffnung und einem 60-Tonnen Schwerlastkran – wurde die staatseigene und auf die Wartung sowie den Bau von Marineschiffen spezialisierte Werft Astillero Río Santiago in Río Santiago (Provinz Buenos Aires) am 20. Oktober 1966 mit dem Bau beauftragt. Das Schiff wurde dort am 15. September 1967 auf Kiel gelegt. Beim Stapellauf am 20. Juli 1968 erhielt es den Namen Cabo San Antonio nach dem gleichnamigen Kap in der Provinz Buenos Aires. Die Indienststellung des Schiffes verzögerte sich jedoch bis zum 2. November 1978.
Im Dezember 1978 war die Cabo San Antonio Bestandteil des Flottenverbandes der argentinischen Marine, der während der abgebrochenen Operation Soberanía – der argentinischen Eroberung des zwischen Argentinien und Chile liegenden Beagle-Kanals – der Invasionsflotte zugeteilt war. Sie und das zweite Landungsschiff Cándido de Lasal gehörten mit dem Tanker Punta Médanos zur zweiten Gruppe, die vom Kreuzer General Belgrano und mehreren Zerstörern gesichert wurden. Der Verband sollte an der östlichen Mündung der Magellanstraße warten, um sich später an der Besetzung eines chilenischen Hafens zu beteiligen.
Während der Falklandkrieges 1982 wurde die Cabo San Antonio zusammen mit dem Eisbrecher Almirante Irizar und dem Marinetransporter Isla de los Estados der Task Force FT-40.1 zugewiesen, die die ersten argentinischen Landungstruppen nach Port Stanley brachte. Das Panzerlandungsschiff landete neben 880 Soldaten auch alle 20 Amtracs vom Typ LVTP-7. Nach der Landung transportierte die Cabo San Antonio bis etwa Mitte April Nachschub vom Festland auf die Falklands. Ihr weiterer Einsatz danach ist ungewiss. Zudem wurde das Panzerlandungsschiff als Minenleger eingesetzt und verminte die Zufahrt zu Port Stanley.
In den späten 1980er Jahren war die Cabo San Antonio aufgrund eines Defekts in der Hauptmaschine nicht mehr einsatzbereit. Das Schiff wurde jedoch erst 1997 außer Dienst gestellt und abgewrackt.

## Technische Daten
Das Schiff war 135,0 Meter lang, 18,9 Meter breit und hatte einen Tiefgang von 5,5 Metern. Die Konstruktionsverdrängung betrug 4300 t standard bzw. 8000 t maximal. Als Antrieb dienten sechs Dieselmotoren, die 13700 PS leisteten und auf zwei Schrauben wirkten. Damit erreichte das Schiff eine Geschwindigkeit von 18,0 Knoten. Die Besatzung bestand aus 124 Mann. Die Bewaffnung bestand aus 12 × 40-mm-Flak und 2 × 20-mm-Flak. Sie konnte – je nach Größe – zwei bis vier Landungsboote transportieren, sowie 23 Panzer und 700 Soldaten. In den späten Publikationen zum Schiff ist zudem eine Hubschrauberplattform verzeichnet.